# Völkerich
Völkerich est un hameau de la province de Liège faisant administrativement partie de la commune de Plombières, en région wallonne de Belgique. 
Avant la fusion des communes de 1977, Völkerich faisait partie de la commune de Gemmenich.

## Situation
Le hameau se situe principalement le long de la nationale 608 entre les villages de Plombières et de Gemmenich.

## Patrimoine
- Plusieurs habitations (fermettes) érigées principalement au cours du XVIIIe siècle en moellons de calcaire ou de grès ou en brique avec colombages[1].

- La chapelle de Völkerich se trouve au carrefour de la rue principale (route nationale 608) et du chemin de Graat. Il s'agit d'une élégante construction en moellons de calcaire et de grès comprenant une seule nef assez courte, un chevet à trois pans coupés et une toiture en ardoises surmontée d'un clocheton octogonal avec croix en fer forgé et coq en girouette. La clé d'arc de la porte d'entrée porte l'inscription : 1757/RENOV/1911[2].

- Une autre petite chapelle en brique se situe à une centaine de mètres à l'ouest de la première chapelle.